# Lac de Laceno
Le lac de Laceno est un lac situé sur la commune de Bagnoli Irpino dans la province d'Avellino en Italie.
Le site a été utilisé à plusieurs reprises en tant qu'étape du Tour d'Italie notamment la 4e étape du Giro 2023 remportée par Aurélien Paret-Peintre.

## Géographie
Il se trouve à une altitude d'environ 1 000 m. À proximité se trouve une station de ski.

## Galerie

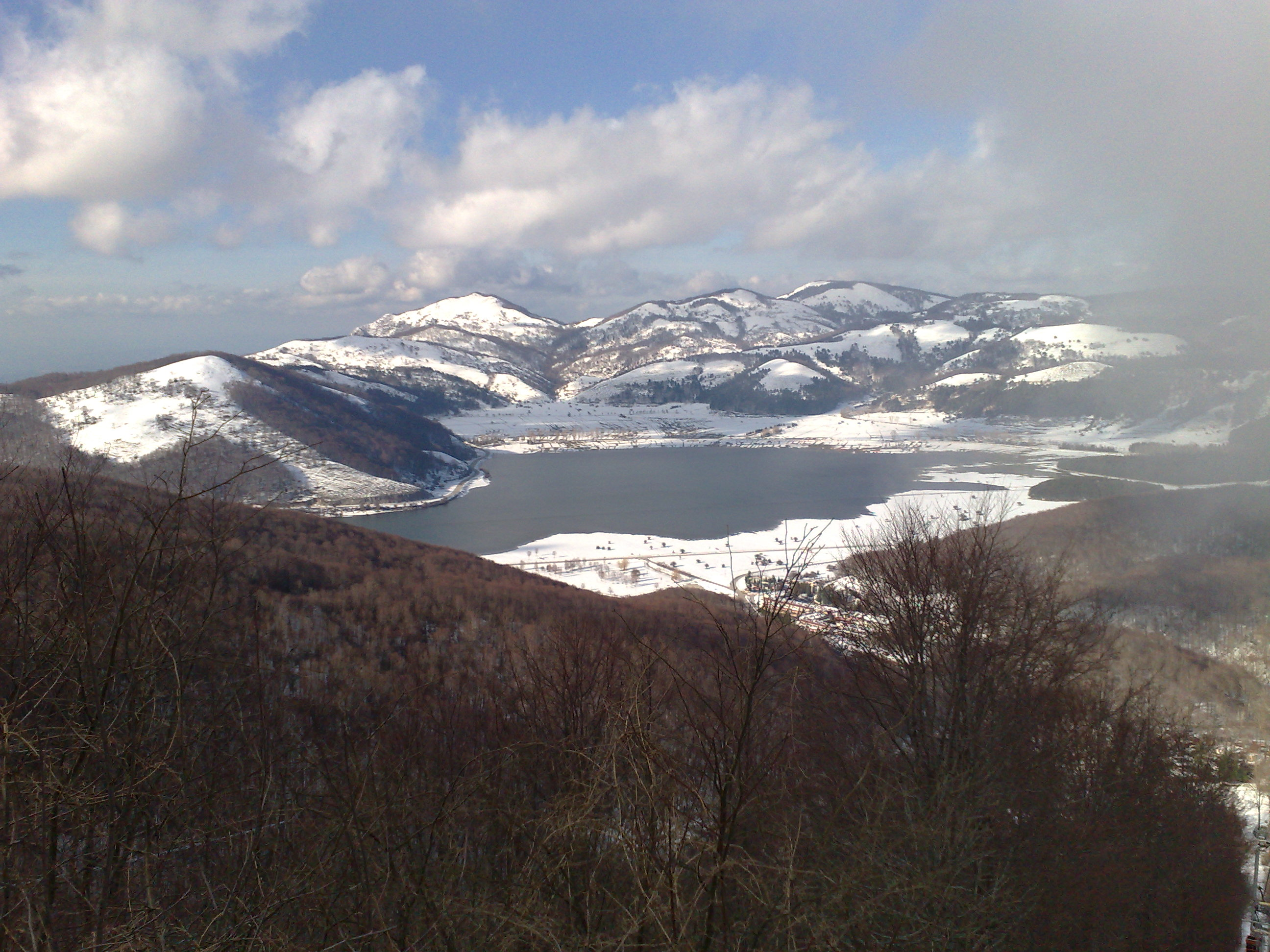
Le lac en hiver
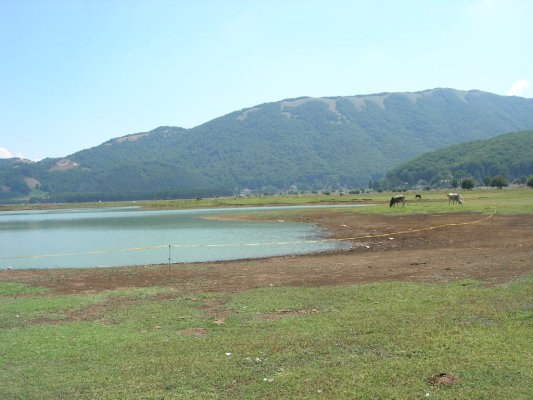
Le lac en été